# پیپربوی
«پِیپربوی» (انگلیسی: Paperboy (video game)) یک بازی ویدئویی در سبک بازی اکشن است که توسط Atari Games و در پلت‌فرم‌های نینتندو ۶۴، داس، آمیگا، سیستم سرگرمی نینتندو، آتاری اس‌تی، کمودور ۶۴، آمستراد سی پی سی، اپل ۲، اسپکتروم، گیم بوی، و گیم بوی کالر منتشر شده‌است.